# Hemichromis stellifer
Hemichromis stellifer és una espècie de peix de la família dels cíclids i de l'ordre dels perciformes.

## Morfologia
Els mascles poden assolir els 10 cm de longitud total.

## Distribució geogràfica
Es troba a Àfrica: des de Río Muni fins a Cabinda.